# 短頭南鰍
短頭南鰍（學名：Schistura breviceps）為輻鰭魚綱鯉形目條鰍科南鰍屬的其中一種。分布於亞洲泰國、緬甸及中國雲南省的湄公河流域，體長可達6.9公分，棲息在礫石底質的河川底層水域，生活習性不明。

## 扩展阅读
維基物種上的相關：短頭南鰍